# Misión Emilio (programa de televisión)
Misión Emilio fue un programa humorístico venezolano transmitido por Televen, y conducido principalmente por Emilio Lovera. El programa inició sus transmisiones el domingo 8 de mayo de 2011 a las 8:00pm. Fueron transmitidas un total de 3 temporadas, emitiendo el último programa el domingo 15 de diciembre de 2013. En 2014 contó con repeticiones los lunes a las 7:00pm.
En el programa se destacó el gran regreso a la pantalla de personajes que se popularizaron en el programa humorístico Radio Rochela de Radio Caracas Televisión (RCTV), tales como Gustavo el Chúnior, Chepina Viloria, Perolito y Escarlata, Charlie Mata, Palomino Grebel Medina Vergara, entre otros.

## Elenco
El elenco estaba conformado por los actores:
- Alexandro Noguera
- Amilcar Rivero
- Héctor Vargas (actor)
- Elías Muñoz (actor)
- Daniela Belloso
- Valentina Belloso
- Rubén Morales
- Alejandra Otero
- Sheila Monterola
- Bobby Comedia
- Emilio Lovera

## Formato
En la primera temporada el programa iniciaba con una sesión de chistes tipo Stand Up Comedy presentado por el mismo Emilio Lovera y en cada programa había distintos invitados especiales. El programa alternaba sketches variados y las entrevistas a los invitados. A partir de la segunda temporada sólo se presentan sketches y el stand-up de Emilio. 
Para el 2013 al finalizar el programa un comediante del elenco hacia un pequeño monólogo. Desde su estreno el 8 de mayo de 2011 se han transmitido 121 episodios hasta el 15 de diciembre de 2013 o 26 de enero de 2014 con 3 temporadas.
En el 2014 los ejecutivos de Televen comunicaron que no comprarían una nueva temporada del espacio debido a motivos financieros, según por "no lograr ningún contrato con los patrocinantes".

## Primera temporada
Entre los sketchs que conformaban el programa en la primera temporada se encuentran:
- Viajando con el Chúnior
- Los mafiosos
- La Corte de Chepina
- Cocinando con el Chancho
- El Dr. Gamelote
- El Embaucador de Perros
- Las Trillizas
- Atacan los animales
- Ismael
- El Malandro Asustao
- Noticias CDLM
- El Pirao
- Voces del otro lado
- Los Chamos Puej
- Chipy y Kuky
- ¿Cual?
- La Diabla Manzano

### Invitados especiales
Los invitados especiales eran entrevistados por Emilio Lovera (y en algunas ocasiones por el Chunior) siempre con un toque de humor. Algunos invitados participan en los sketch del programa. La lista de invitados especiales que han llegado al programa es la siguiente: Erika de La Vega, Luis Chataing, Laureano Márquez, Los Hermanos Naturales, Huáscar Barradas, Norah Suárez, Iván Matta, Judy Buendia, Guillermo Dávila, Norelys Rodríguez, Maite Delgado, Cesar Muñoz, Claudio Nazoa, Elba Escobar, Henrique Lazo, Rafael José Aponte Álvarez (Cayito Aponte), Grupo Malanga, la Banda Guaco, Mariana Vega, Mariaca Semprún, Kiko Bautista, Nana Cadavieco, Nelson Bustamante, Desorden Público y Oscar D'León.
Para el episodio final de la primera temporada fueron entrevistados por Emilio Lovera todos los integrantes del elenco.

## Segunda y Tercera temporada
La primera temporada finalizó el 30 de octubre de 2011 y la segunda temporada inició el 19 de marzo de 2012. Esta vez, el programa estreno nuevos personajes, nuevos sketchs, nuevos integrantes al elenco y nuevo horario, los lunes a las 8 de la noche (el horario que tenía Radio Rochela). Sin embargo, a partir del 22 de julio de 2012 el programa regresa a su horario original, transmitiéndose de nuevo los domingos a las 8 de la noche.
Se cambió el formato de entrevistas a los artistas y se conservaron distintos skeths de la primera temporada, así como la introducción de Emilio Lovera con un Stand Up Comedy.
La tercera temporada inició el 21 de abril de 2013 manteniendo el mismo formato de la temporada anterior. El último programa fue emitido el 15 de diciembre de 2013, según afirmó Emilio Lovera en su cuenta de Twitter.

### Sketch
Entre los sketch de la segunda temporada se continuó con algunos de los personajes más exitosos de la temporada anterior, tales como:
- Viajando con el Chúnior
- Visa para el otro lado (Voces del otro lado)
- Las Trillizas
- Diabla Manzano
- Los Chamos Puej
- El Pirao

Y entre los nuevos sketch que ahora conforman el programa están:
- La Casquillera
- Los Chamos Extremos
- La Niñita que Reza
- El Bobo
- Los Cazadores de Lomito
- Palomino Vergara
- El Show de Rosso García
- Videos Burda de Asombrosos
- El Magozón
- Guillermo el emo

A partir del 2013:
- Mi vicio es el servicio
- Carmiña, la abuela española y su inocente nieta
- A mi me gusta
- El líder de la mentada
- Súper Criollo Carrillo
- Mala Praxis
- ¿Cuál?
- Yami la DJ
- Quien quiere cenar con Eladio